# Richard Caton
Richard Caton (* 26. Juli 1842; † 2. Januar 1926) war ein englischer Arzt und Physiologe in Liverpool.
Caton registrierte 1875 erstmals elektrische Aktivität von der Hirnrinde von Tieren. Er leitete 1875 bei Kaninchen und Affen über dem freigelegten Kortex elektrische Aktivität bzw. Potentialschwankungen ab und legte und damit die Grundlagen für das später beim Menschen erstmals von dem deutschen Neurologen und Psychiater Hans Berger registrierte Elektroenzephalogramm (EEG). Hans Berger zitierte ihn 1929 in seinen Arbeiten.
In seiner Heimat ist er auch bekannt als Oberbürgermeister von Liverpool, der er 1907 wurde.

## Einführung des ECoG
Mit seinen Versuchen an Affen und Kaninchen hat Richard Caton das Prinzip des Elektrocorticogramms eingeführt. Er hat beobachtet, dass es an einem Galvanometer, dessen Elektroden an verschiedenen Orten auf der Oberfläche der Grauen Substanz angebracht sind, zu Ausschlägen kommt. Insbesondere hat er Zusammenhänge zwischen den Spannungen an der Hirnoberfläche und der Funktion der untersuchten Areale festgestellt, so hat er zum Beispiel eine Änderung an dem dem Lidschluss zugeordneten Areal registriert, wenn die gegenüberliegende Netzhaut mit Licht stimuliert wurde.